# Apolysis disjuncta
Apolysis disjuncta är en tvåvingeart som beskrevs av Axel Leonard Melander 1946. Apolysis disjuncta ingår i släktet Apolysis och familjen svävflugor.
Artens utbredningsområde är Kalifornien. Inga underarter finns listade i Catalogue of Life.